# گورپشته‌های گایا
گورپشته‌های گایا (کره‌ای: 가야고분군) شامل هفت مجموعه گورپشته از کنفدراسیون گایا است که از قرن اول تا اواخر قرن ششم میلادی به وجود آمده‌اند. در سال ۲۰۲۳، این هفت مجموعه گورپشته در کره جنوبی به عنوان یک سایت میراث جهانی یونسکو ثبت شدند.

## فهرست
| شماره یونسکو | نام کره‌ای              | نام فارسی                           | موقعیت                           | نگاره | توضیحات |
| ------------ | ---------------------- | ----------------------------------- | -------------------------------- | ----- | ------- |
| ۱۶۶۶–۰۰۱     | 대성동 고분군          | گورپشته‌های ده‌سونگ دونگ              | گیم‌هه، استان گیونگ‌سانگ جنوبی     |       |         |
| ۱۶۶۶–۰۰۲     | 말이산 고분군          | گورپشته‌های ماریسان                  | هامان، استان گیونگ‌سانگ جنوبی     |       |         |
| ۱۶۶۶–۰۰۳     | 옥전 고분군            | گورپشته اوک‌جون                      | هاپچون، استان گیونگ‌سانگ جنوبی    |       |         |
| ۱۶۶۶–۰۰۴     | 지산동 고분군          | گورپشته‌های جی‌سان دونگ               | گوریونگ، استان گیونگ‌سانگ شمالی   |       |         |
| ۱۶۶۶–۰۰۵     | 송학동 고분군          | گورپشته‌های سونگ‌هاک دونگ             | گوسونگ، استان گیونگ‌سانگ جنوبی    |       |         |
| ۱۶۶۶–۰۰۶     | 유곡리와 두락리 고분군 | گورپشته‌های یوگوک ری و دوراک ری      | نام‌وون، استان جولا شمالی         |       |         |
| ۱۶۶۶–۰۰۷     | 교동과 송현동 고분군   | گورپشته‌های گیو دونگ و سونگ‌هیون دونگ | چانگ‌نیونگ، استان گیونگ‌سانگ جنوبی |       |         |